# مايكل هولينغر
مايكل هولينغر (بالإنجليزية: Michael Hollinger)‏ هو كاتب مسرحي أمريكي، ولد في 13 يناير 1962.